# ハンステーン山
ハンステーン山(Mons Hansteen)は、月の山である。ノルウェーの天文学者クリストフェル・ハンステーンに因んで名付けられ、ハンステーン・アルファとしても知られる。ほぼ三角形で、嵐の大洋の中の直径約30kmを占める。月面座標は、南緯12.1°、西経50.0°である。クレーターのハンステーンよりも若く、火山の噴火により形成されたと考えられている。